# Guitinières
Guitinières és un municipi francès situat al departament del Charente Marítim i a la regió de la Nova Aquitània. L'any 2007 tenia 409 habitants.

## Demografia

### Població
El 2007 la població de fet de Guitinières era de 409 persones. Hi havia 163 famílies de les quals 42 eren unipersonals (21 homes vivint sols i 21 dones vivint soles), 54 parelles sense fills, 54 parelles amb fills i 13 famílies monoparentals amb fills.
La població ha evolucionat segons el següent gràfic:
Habitants censats

### Habitatges
El 2007 hi havia 204 habitatges, 173 eren l'habitatge principal de la família, 16 eren segones residències i 15 estaven desocupats. 198 eren cases i 3 eren apartaments. Dels 173 habitatges principals, 133 estaven ocupats pels seus propietaris, 34 estaven llogats i ocupats pels llogaters i 5 estaven cedits a títol gratuït; 16 tenien dues cambres, 22 en tenien tres, 50 en tenien quatre i 85 en tenien cinc o més. 135 habitatges disposaven pel capbaix d'una plaça de pàrquing. A 76 habitatges hi havia un automòbil i a 78 n'hi havia dos o més.

### Piràmide de població
La piràmide de població per edats i sexe el 2009 era:
| Homes | Edats   | Dones |
| ----- | ------- | ----- |
| 0     | 95 o +  | 0     |
| 4     | 90 a 94 | 0     |
| 4     | 85 a 89 | 8     |
| 4     | 80 a 84 | 0     |
| 0     | 75 a 79 | 4     |
| 8     | 70 a 74 | 4     |
| 24    | 65 a 69 | 12    |
| 8     | 60 a 64 | 20    |
| 20    | 55 a 59 | 4     |
| 8     | 50 a 54 | 16    |
| 16    | 45 a 49 | 8     |
| 12    | 40 a 44 | 16    |
| 4     | 35 a 39 | 8     |
| 28    | 30 a 34 | 12    |
| 20    | 25 a 29 | 20    |
| 4     | 20 a 24 | 8     |
| 16    | 15 a 19 | 4     |
| 0     | 10 a 14 | 16    |
| 0     | 5 a 9   | 16    |
| 12    | 0 a 4   | 16    |

## Economia
El 2007 la població en edat de treballar era de 269 persones, 197 eren actives i 72 eren inactives. De les 197 persones actives 177 estaven ocupades (93 homes i 84 dones) i 19 estaven aturades (8 homes i 11 dones). De les 72 persones inactives 26 estaven jubilades, 18 estaven estudiant i 28 estaven classificades com a «altres inactius».

### Ingressos
El 2009 a Guitinières hi havia 170 unitats fiscals que integraven 414,5 persones, la mediana anual d'ingressos fiscals per persona era de 16.718 €.

### Activitats econòmiques
Dels 14 establiments que hi havia el 2007, 2 eren d'empreses extractives, 1 d'una empresa alimentària, 1 d'una empresa de fabricació d'altres productes industrials, 4 d'empreses de construcció, 2 d'empreses de comerç i reparació d'automòbils, 1 d'una empresa d'hostatgeria i restauració, 1 d'una empresa de serveis, 1 d'una entitat de l'administració pública i 1 d'una empresa classificada com a «altres activitats de serveis».
Dels 7 establiments de servei als particulars que hi havia el 2009, 1 era un taller de reparació d'automòbils i de material agrícola, 2 paletes, 2 lampisteries, 1 perruqueria i 1 restaurant.
L'any 2000 a Guitinières hi havia 13 explotacions agrícoles que ocupaven un total de 536 hectàrees.

## Equipaments sanitaris i escolars
El 2009 hi havia una escola elemental integrada dins d'un grup escolar amb les comunes properes formant una escola dispersa.

## Poblacions més properes
El següent diagrama mostra les poblacions més properes.